# Албера Лигуре
Албера Лигуре (итал. Albera Ligure) је насеље у Италији у округу Алесандрија, региону Пијемонт.
Према процени из 2011. у насељу је живело 65 становника. Насеље се налази на надморској висини од 422 м.

## Становништво
Према резултатима пописа становништва 2011. у општини је живело 329 становника.
| 1931. | 1936. | 1951. | 1961. | 1971. | 1981. | 1991. | 2001. | 2011. |
| ----- | ----- | ----- | ----- | ----- | ----- | ----- | ----- | ----- |
| 1.080 | 1.088 | 879   | 703   | 538   | 457   | 405   | 357   | 329   |